# Rumsey (Californie)
Pour les articles homonymes, voir Rumsey.
Rumsey est une census-designated place du comté de Yolo, dans l'État de Californie, aux États-Unis. En 2020, elle compte une population de 91 habitants.